# A Day in the Death of Joe Egg
Pour plus de détails, voir Fiche technique et Distribution.
A Day in the Death of Joe Egg est un film britannique réalisé par Peter Medak en 1972.

## Fiche technique
- Titre : A Day in the Death of Joe Egg
- Réalisation : Peter Medak
- Scénario : Peter Nichols
- Production : David Deutch
- Montage : Ray Lovejoy
- Musique : Marcus Dods
- Photographie : Ken Hodges
- Pays d'origine : Royaume-Uni
- Format : couleur
- Durée : 106 minutes
- Genre : Comédie dramatique
- Date de sortie : 
  - Royaume-Uni : 1972

## Distribution
- Alan Bates : Bri
- Janet Suzman : Sheila
- Peter Bowles : Freddie
- Sheila Gish : Pam